# Liga de Inglaterra de Rugby 15 1991-92
La Liga de Inglaterra de Rugby 15 1991-92, más conocido como Courage League 1991-92 (por razones comerciales) fue la quinta edición del torneo más importante de rugby de Inglaterra.

## Formato
Los equipos se enfrentaron en formato liga a una sola rueda, el equipo con mayor cantidad de puntos al finalizar el torneo se coronó campeón, mientras que los dos últimos descendieron al RFU Championship.

## Desarrollo

### Tabla de posiciones
| Pos. | Equipo             | Encuentros | Encuentros | Encuentros | Encuentros | Tantos | Tantos | Tantos | Puntos |
| Pos. | Equipo             | PJ         | PG         | PE         | PP         | F      | C      | Dif    | Puntos |
| ---- | ------------------ | ---------- | ---------- | ---------- | ---------- | ------ | ------ | ------ | ------ |
| 1.º  | Bath               | 12         | 10         | 1          | 1          | 277    | 126    | 151    | 21     |
| 2.º  | Orrell             | 12         | 10         | 0          | 2          | 204    | 95     | 109    | 20     |
| 3.º  | Northampton Saints | 12         | 9          | 1          | 2          | 209    | 136    | 73     | 19     |
| 4.º  | Gloucester         | 12         | 7          | 1          | 4          | 193    | 168    | 25     | 15     |
| 5.º  | Saracens           | 12         | 7          | 1          | 4          | 176    | 165    | 11     | 15     |
| 6.º  | Leicester Tigers   | 12         | 6          | 1          | 5          | 262    | 216    | 46     | 13     |
| 7.º  | Wasps              | 12         | 6          | 0          | 6          | 177    | 180    | -3     | 12     |
| 8.º  | Harlequins         | 12         | 5          | 1          | 6          | 213    | 207    | 6      | 11     |
| 9.º  | London Irish       | 12         | 3          | 3          | 6          | 147    | 237    | -90    | 9      |
| 10.º | Bristol Bears      | 12         | 4          | 0          | 8          | 192    | 174    | 18     | 8      |
| 11.º | Rugby Lions        | 12         | 2          | 3          | 7          | 124    | 252    | -128   | 7      |
| 12.º | Nottingham         | 12         | 2          | 1          | 9          | 133    | 204    | -71    | 5      |
| 13.º | Rosslyn Park       | 12         | 0          | 1          | 11         | 111    | 258    | -147   | 1      |

|  | Campeón.                        |
|  | Descendido al RFU Championship. |

| Bandera de Inglaterra |
| Campeón Bath          |
| Tercer título         |